# Pomosjtnik
Pomosjtnik (bulgariska: Помощник) är ett distrikt i Bulgarien.   Det ligger i kommunen Obsjtina Gălăbovo och regionen Stara Zagora, i den centrala delen av landet, 240 km öster om huvudstaden Sofia.
Trakten runt Pomosjtnik består till största delen av jordbruksmark. Runt Pomosjtnik är det ganska glesbefolkat, med 38 invånare per kvadratkilometer.